# Hotevilla-Bacavi, Arizona
Hotevilla-Bacavi (izv. Hotvela-Paaqavi; isto i Third Mesa), selo Hopi Indijanaca i naseljeno područje za statističke svrhe u američkoj saveznoj državi Arizona na rezervatu Hopi Indijanaca u okrugu Navajo. Prema popisu stanovništva iz 2010. u njemu je živjelo 957 stanovnika.
Izvorno su postojala dva naselja koja su se kasnije ujedinila u jedno (zadržavši oba imena) a porijeklom su iz obližnjeg puebla Oraibi odakle su se doselili 1906. godine.